# گولیوار پارک (ایندیانا)
گولیوار پارک (به انگلیسی: Gulivoire Park) یک منطقهٔ مسکونی در ایالات متحده آمریکا است که در شهرستان سنت ژوزف، ایندیانا واقع شده‌است. گولیوار پارک ۳٫۵ کیلومتر مربع مساحت و ۲٬۹۷۴ نفر جمعیت دارد و ۲۵۹ متر بالاتر از سطح دریا واقع شده‌است.